# Ctenogobius szechuanensis
Ctenogobius szechuanensis es una especie de peces de la familia de los Gobiidae en el orden de los Perciformes.

## Hábitat
Es un pez de Agua dulce, de clima subtropical y demersal.

## Distribución geográfica
Se encuentran en Asia: la China.

## Observaciones
Es inofensivo para los humanos.